# さよならハリウッド
「さよならハリウッド」（Say Goodbye to Hollywood） は、1976年発表のアルバム『ニューヨーク物語』に収録されたビリー・ジョエルの曲。
もともとは「楽しかった日々」のB面としてアメリカでリリースされ、1か月後に「ネバタ・コレクション」をB面としたシングルとして再リリースされた。この時はさほどヒットしなかったが、発表から5年が経過した1981年に『ソングズ・イン・ジ・アティック』収録のライヴバージョンがシングルカットされてヒット。代表曲の一つとして認知されるようになった。 
ビリーは 1975 年にニューヨーク市に戻った後、この曲を書いた。ビリーは1972年ファミリープロダクションとの契約トラブルの際、ロサンゼルスに引っ越していた。 『ニューヨーク物語』のジャケットにはビリーの周りに複数の人物が写っており、それぞれの人物がアルバム収録曲を体現している。この曲をモチーフにしているのはサングラス姿で、スーツケースを持っている男性である。

## 曲の制作と用いた手法
ビリーは大学の講義で、ロニー・スペクターとザ・ロネッツの「 ビー・マイ・ベイビー」を念頭に置いて曲を書いたと述べている。2つの曲が非常によく似たビートを共有しており、「ビー・マイ・ベイビー」の象徴的なドラムのイントロを再利用しているとも述べている。この曲の制作は、「ビー・マイ・ベイビー」を制作したフィル・スペクターのウォール・オブ・サウンドも取り入れられている。この曲は、バックバンドを利用し、リフレインのバックアップシンガーや2番の歌詞から始まるストリングスなど、曲全体に新しい楽器のレイヤーが表示された。しかし、この効果が活かされたかについては論争があり、伝記作家のマーク・ベゴは成功したと主張し、逆に音楽評論家のスティーブン・ホールデンは失敗と評している。
ビリー自身はトリビュートを受けている事を認め、ロニー・スペクターはこの曲が発表された1年後の1977年にEストリートバンドに「さようならハリウッド」をカバーさせた。

## カバー
- ベット・ミドラーは、アルバムBroken Blossom (1977) でこの曲をカバーした。
- 前述のように、ロニー・スペクターとE ストリート・バンドは、1977 年にシングルとしてこの曲をカバーしてリリースした。
- ナイジェル・オルソン（英語版）は 1978 年にこの曲のバージョンをシングルとしてリリースしたが、チャートには入らなかった[5]。